# Мецана Чанчи (Потенца)
Мецана Чанчи (итал. Mezzana Cianci) је насеље у Италији у округу Потенца, региону Базиликата.
Према процени из 2011. у насељу је живело 34 становника. Насеље се налази на надморској висини од 925 м.